# Église Saint-Thibaut de Clefmont
L'église Saint-Thibaut de Clefmont est situé sur la commune de Clefmont, à 33 km à l'est de Chaumont, dans la Haute-Marne. Elle est classée aux monuments historiques par arrêté du 10 février 1913.

## Histoire
L'église est à l'origine un ancien prieuré, qui à l'instar de celui de Vignory dépendait de l'abbaye de Luxeuil, fondé sans doute au début du XIe siècle.
Elle a probablement été rebâtie dans le seconde moitié du XIe siècle par le seigneur de Clefmont Simon Ier au pied de son château et qui la plaça sous le patronage de saint Thibaut.
Peu après, Simon Ier de Clefmont s'accorde avec l'évêque de Langres, Robert de Bourgogne, pour faire passer cette nouvelle église et le prieuré attenant sous la domination de l'abbaye Saint-Bénigne de Dijon. Cette donation sera confirmée par une charte de 1092. Mais l'abbaye de Luxeuil tentera de récupérer son bien, et à la suite d'un long procès qui s’achèvera en 1129 par l'attribution de Vignory à l'abbaye Saint-Bénigne de Dijon et Clefmont à l'abbaye de Luxeuil.

## Architecture
L'église Saint-Thibaut de Clefmont est de style roman.
La nef et la façade datent du XIIe siècle. Le vaisseau central, probablement seulement charpenté, reçoit des voûtes sur les piliers de la fin du XIe siècle.
Plus tard dans le XIIe siècle, des voûtes d'ogives sont montées sur les trois premières travées de la nef et les deux dernières travées en reçoivent au XIIIe siècle.
La tour du clocher qui se trouvait sur le chœur reçoit la foudre en 1747 et est démolie puis reconstruite sur le portail d'entrée. Elle est à nouveau démolie en 1760 pour être rétablie sur un nouveau chœur en 1871. La flèche de clocher est de nouveau incendiée par la foudre en 1867 et est remplacée par un toit en pavillon.
Au XIXe siècle, le chevet et le clocher de l'église sont reconstruits.

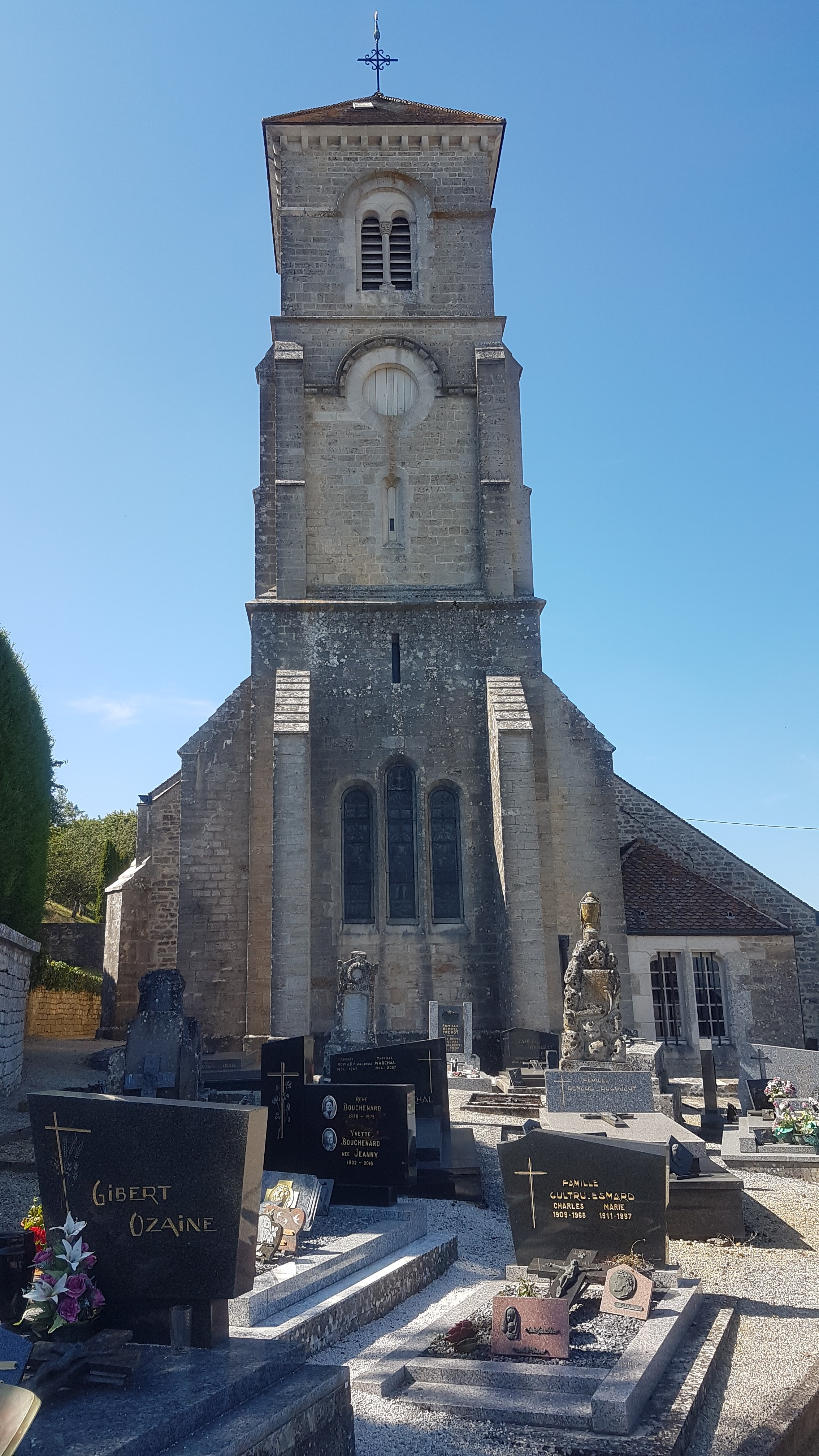
Clocher.
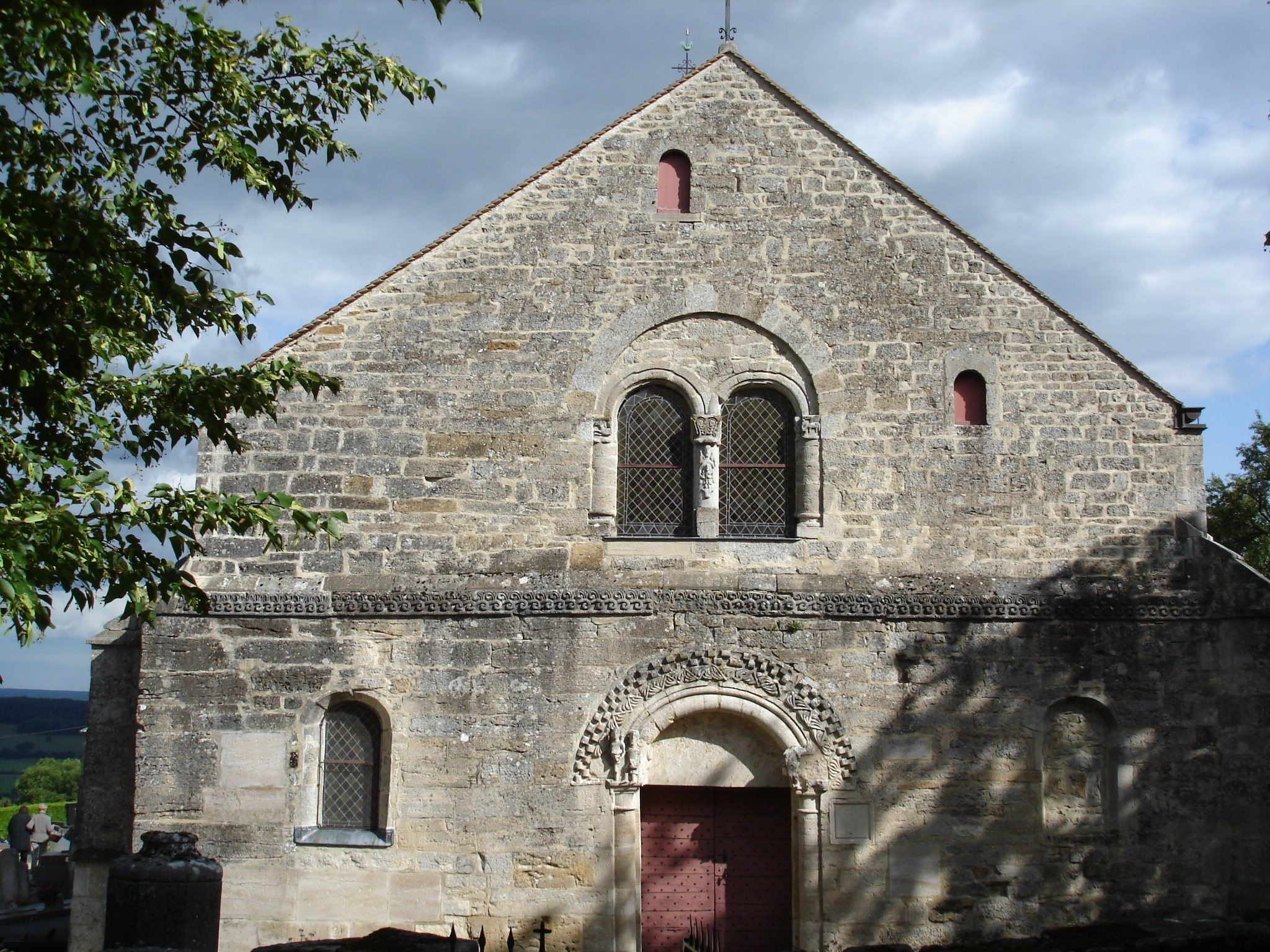
Façade romane.
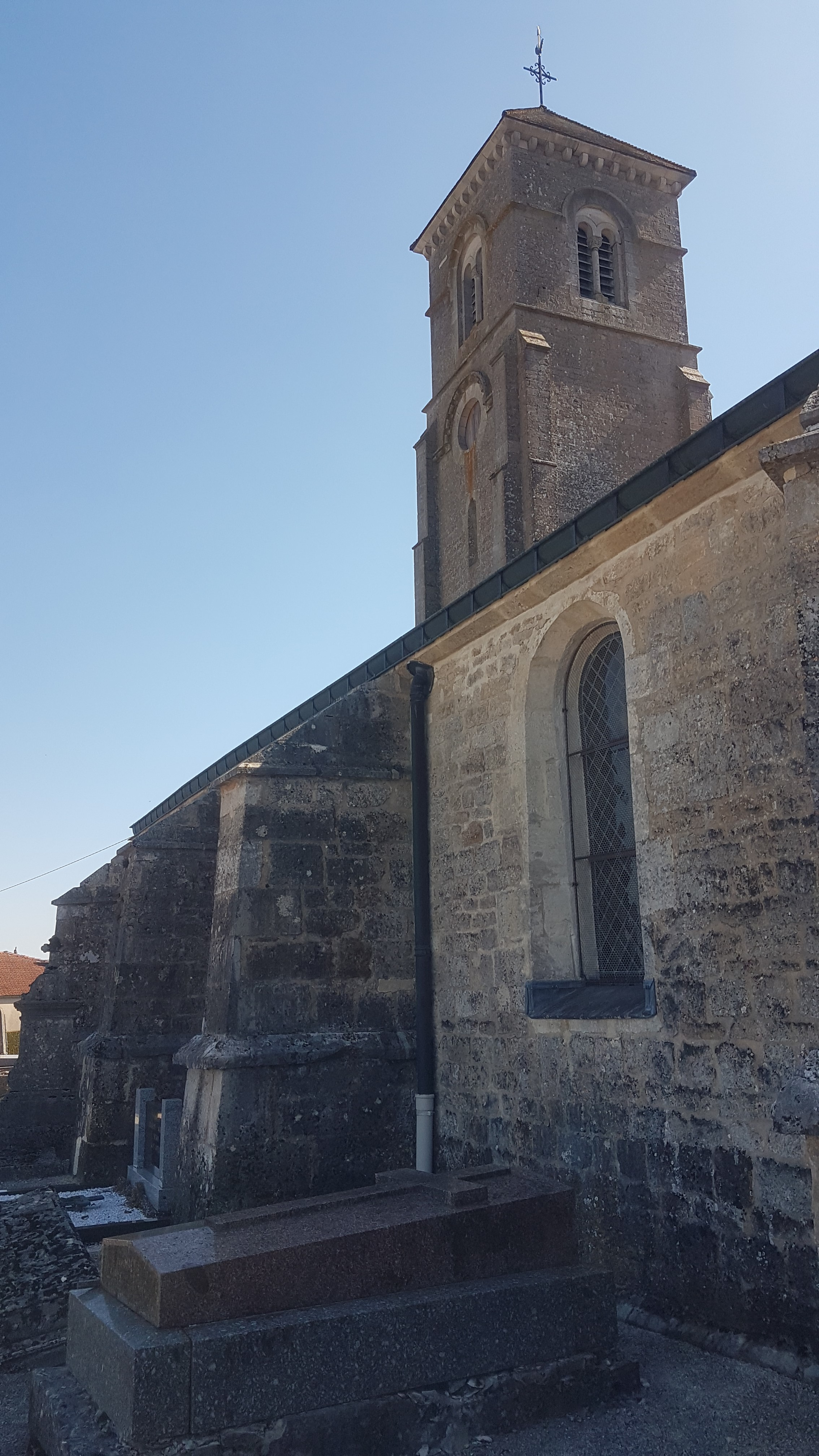
Côté de l'église.

## Chapelle castrale
Au XVe siècle, une chapelle castrale dédiée à sainte Catherine est construite sur le côté gauche de l'église par les seigneurs de Clefmont, désormais issus de la famille de Choiseul, qui décident de s'y faire inhumer.
Cette chapelle est de style gothique et est munie d'un caveau.

## Prieuré de Clefmont
Le prieuré de Clefmont, de l'ordre de Saint-Benoît, a été fondé au XIe siècle et dépendait de l'abbaye de Luxeuil.
L'église Saint-Thibaut de Clefmont a probablement été bâtie à l'emplacement de ce prieuré. Un nouveau prieuré a ensuite été construit sur le côté droit de l'église, qui était donc à la fois église paroissiale et priorale.
Ce prieuré fut détruit vers 1784 car il nuisait à la salubrité de l'église.
Une campagne de restauration a alors été menée de 1784 à 1787 qui a consisté à dégager le chœur et le collatéral droit afin d'assainir l'église et de percer plusieurs fenêtres.

## Sources
- Site de la Région Champagne-Ardenne
- Site de l'Office de Tourisme du Pays de Langres